# Ugpitimik Island
Ugpitimik Island – niezamieszkana wyspa w zatoce Cumberland, w regionie Qikiqtaaluk, na terytorium Nunavut, w Kanadzie. 
W pobliżu Ugpitimik Island położone są wyspy: Beacon Island, Tesseralik Island, Aupaluktok Island, Kekertukdjuak Island, Tuapait Island, Akulagok Island i Kekerten Island.